# Ильза — хранительница гарема нефтяного шейха
Ильза — хранительница гарема нефтяного шейха (Ilsa, Harem Keeper of the Oil Sheiks) — эксплуатационный канадский фильм 1976 года с Дайаной Торн в главной роли. Сиквел фильма Ильза, волчица СС.

## Сюжет
Армейский грузовик привозит в поместье арабского шейха деревянные ящики с тремя женщинами, которые находятся в бессознательном состоянии. Пленницы оказываются в распоряжении властной блондинки Ильзы в колониальной униформе. Шейх Шариф пребывает в неге, продает женщин другим шейхам и ведет переговоры с прибывшим на вертолете американским бизнесменом Кайзером по нефтедобыче. Среди одной из исполнительниц танца живота оказывается американская шпионка, которую разоблачают помощницы Ильзы. Девушку жестоко пытают муравьями, вырывают глаз и терзают фаллоимитатором. В свите бизнесмена оказывается красавец капитан Скотт, в которого влюбляется Ильза. Шейху Шарифу кажется, что его белокурая помощница позволяет себе слишком много и приказывает бродяге-горбуну публично изнасиловать её. Капитан Скотт оказывается в застенке, куда шейх бросил его на съедение паукам. Ильза освобождает своего американского любовника и рассказывает ему тайну о том, что у шейха есть племянник. Шарифа убивают при помощи взрывчатки и происходит дворцовый переворот. Однако племянник шейха бросает Ильзу в темницу.